# الکسا ری
الکسا ری (به انگلیسی: Alexa Rae) (زاده ۱۰ دسامبر، ۱۹۸۰ در آتلانتا، جورجیا) بازیگر پیشین آمریکایی فیلم‌های پورنوگرافی است. او اکنون به کار انتخاب دختران برای فیلمهای شرکت فیلمسازی ویکدپیکچر مشغول است.

## جوایز و نامزدی‌ها
| سال  | Ceremony                    | نتیجه    | جایزه                                                 | کار                                   |
| ---- | --------------------------- | -------- | ----------------------------------------------------- | ------------------------------------- |
| ۲۰۰۱ | جایزه ای‌وی‌ان                | نامزدشده | Best New Starlet                                      | —                                     |
| ۲۰۰۱ | جایزه ای‌وی‌ان                | نامزدشده | Best Supporting Actress- Video                        | Partners Forever                      |
| ۲۰۰۱ | جایزه ای‌وی‌ان                | نامزدشده | Best All-Girl Sex Scene- Film (with Sky)              | Debbie Does New Orleans               |
| ۲۰۰۱ | جایزه ای‌وی‌ان                | نامزدشده | Best All-Girl Sex Scene- Film (with جینا جیمسون)      | Dream Quest                           |
| ۲۰۰۱ | جایزه ایکس‌آرسی‌او            | نامزدشده | Starlet of the Year                                   | —                                     |
| ۲۰۰۱ | جایزه ایکس‌آرسی‌او            | نامزدشده | Orgasmic Oralist                                      | —                                     |
| ۲۰۰۲ | جایزه ای‌وی‌ان                | نامزدشده | Best Actress - Film                                   | Shrink Wrapped                        |
| ۲۰۰۳ | Adam Film World Guide Award | پیروز    | Best Sex Scene - Video (با لکسینگتون استیل)           | Lex the Impaler 2                     |
| ۲۰۰۳ | جایزه ای‌وی‌ان                | نامزدشده | Best Actress – Video                                  | کارما                                 |
| ۲۰۰۳ | جایزه ای‌وی‌ان                | نامزدشده | Best Tease Performance                                | Lex the Impaler 2                     |
| ۲۰۰۳ | جایزه ای‌وی‌ان                | پیروز    | Best Couples Sex Scene - Video (with لکسینگتون استیل) | Lex the Impaler 2                     |
| ۲۰۰۳ | جایزه ایکس‌آرسی‌او            | نامزدشده | Sex Scene of the Year                                 | Karma                                 |
| ۲۰۰۴ | جایزه ای‌وی‌ان                | نامزدشده | Best Tease Performance                                | Once You Go Black… You Never Go Back! |